# Discours sur l'état de l'Union (Union européenne)
Pour les articles homonymes, voir Discours sur l'état de l'Union.
Le Discours sur l'état de l'Union est un événement annuel instauré par le traité de Lisbonne où le président de la Commission européenne fait le bilan de l'action de l'exécutif européen tout en présentant les grandes lignes des futures propositions de la Commission européenne pour l'année à venir. Ce discours est prononcé au mois de septembre devant le Parlement européen réuni en session plénière à Strasbourg. À l'origine, le président de la Commission n'adressait un discours de politique générale qu'au début de son mandat, c'est-à-dire tous les cinq ans. Le discours sur l'état de l'Union, inspiré de l'équivalent aux États-Unis, permet ainsi d'expliquer et de discuter les objectifs et les projets de la Commission les quatre autres années, afin d'augmenter le contrôle du Parlement sur l'exécutif. 
Ainsi, le premier discours sur l'état de l'Union fut prononcé par le président de la Commission José Manuel Barroso en septembre 2010, un an après sa réélection.
Le discours est diffusé en direct via Europe by Satellite et sur europarltv.

## Présidence de José Manuel Barroso

### Discours sur l'état de l'Union de 2010
Le 7 septembre 2010, José Manuel Barroso, participe à une session plénière du Parlement européen à Strasbourg, où il prononce son premier rapport sur l'état de l'Union. Le président de la CE a déclaré que les cinq grandes priorités pour 2011 ; principalement la gouvernance économique, la croissance, l'espace de liberté, de sécurité et de justice, le budget et les relations internationales.

### Discours sur l'état de l'Union de 2011
Dans le discours de José Manuel Barroso, celui-ci constate que des divergences se sont installées entre les différentes économies européennes alors que l'euro aurait dû permettre une forme de convergence. La méthode intergouvernementale, autour des initiatives franco-allemandes, a échoué et a contribué profondément au déséquilibre institutionnel ; la Commission européenne, qui devrait être la structure à l'initiative des propositions en matière de gouvernance économique, a été largement mise à l'écart par l'activisme de Nicolas Sarkozy dont le pays était à la présidence tournante du Conseil de l'UE.

### Discours sur l'état de l'Union de 2012
Dans son discours du 12 septembre 2012, José Manuel Barroso ne se contente pas de présenter la politique de sa Commission pour l'année suivante, mais plaide pour un nouveau traité européen qui corrigerait les défauts de la zone euro et donnerait naissance à une « fédération d'États-nations ». Dans cette optique, il propose également aux partis politiques européens de se renforcer et de présenter chacun un candidat à la présidence de la Commission avant que ne commence la campagne pour les élections européennes de 2014, afin que les candidats puissent débattre et renforcer le caractère européen du scrutin, tout en permettant aux électeurs de choisir ainsi indirectement le futur président de la Commission.

### Discours sur l'état de l'Union de 2013
Le 11 septembre 2013, José Manuel Barroso, prononce l'état de l'Union de 2013 à dans lequel il souligne un certain nombre de chiffres passés et évolutions qui ont donné à l'Europe de bonnes raisons d'être confiants. Il souligne que la reprise est en vue pour l'Europe, mais il est nécessaire de faire preuve de vigilance. À cette occasion, José Manuel Barroso a également prononcé un appel pour une plus grande intégration européenne face à des développements mondiaux.

## Présidence de Jean-Claude Juncker

### Discours sur l'état de l'Union de 2015
Le 9 septembre 2015, Jean-Claude Juncker a donné son premier discours sur l'état de l'Union. En matière institutionnelle, il a appelé à ce que le président de la Commission soit un président politique afin de donner de la visibilité à la fonction et améliorer la participation politique des citoyens.
Il aborde notamment la question de la crise des réfugiés. Il indique que 500 000 réfugiés syriens sont actuellement sur le territoire de l'Union, soit 0,11 % de la population européenne. Il appelle à une action déterminée de la part des États membres et de l'Union notamment pour aider la Hongrie, l'Italie et la Grèce. Il en appelle à leur humanité et à leur justice historique. Jean-Claude Juncker insiste aussi sur la cause de la crise des réfugiés, la guerre en Libye et en Syrie, et rappelle alors que, tant que les États européens combattront l'État islamique, ils devront aussi accueillir ceux cherchant leur protection. Il applaudit ainsi les efforts de la Jordanie et du Liban. Il propose une réforme du règlement Dublin II, qui indique que le pays où un demandeur d'asile doit introduire sa demande est celui dans lequel il est entré dans l'Union, afin d'alléger le poids sur les États membres. La Commission européenne propose ainsi un Fonds fiduciaire d'urgence pour résoudre les crises et prévenir l'apparition de nouvelles. Il conclut sur ce sujet que la Commission allait proposer une politique européenne de la migration et l'asile début 2016.
Au sujet de la zone euro, il insiste sur le fait que la représentation internationale de la zone doit être améliorée. Le président de la zone euro doit être son seul représentant et doit être le seul à la représenter au FMI.

### Discours sur l'état de l'Union de 2016
Le discours du 14 septembre 2016 à Strasbourg, est notamment orienté vers les thèmes de la défense et de la sécurité, après plusieurs attentats et tentatives d'attentats dans différents pays européens, une crise migratoire majeure et le Brexit et même si la sécurité relève de la compétence des États, c'est « une Europe forte et qui protège » que va devoir représenter Jean-Claude Juncker. Les autres priorités politiques de la Commission sont également évoquées avec la présentation d'une série d'initiatives :
- Emploi et croissance : « L'Europe doit investir résolument dans sa jeunesse, dans ses demandeurs d'emploi et dans ses start-up. Aujourd'hui, nous proposons de doubler la durée du Fonds européen pour les investissements stratégiques et de doubler sa capacité financière ».
- Connectivité : « Nous proposons aujourd'hui d'équiper chaque village et chaque ville d'Europe d'un accès internet sans fil gratuit autour des principaux centres de la vie publique d'ici à 2020 ».
- Droit d'auteur : « Je veux que journalistes, éditeurs et auteurs soient rémunérés équitablement pour leur travail, peu importe que celui-ci soit réalisé dans un studio ou dans un salon, diffusé hors ligne ou en ligne, publié via un photocopieur ou relié à un hyperlien sur internet à des fins commerciales ».
- Union des marchés des capitaux : « Une économie presque totalement dépendante du crédit bancaire est mauvaise pour la stabilité financière. C'est également mauvais pour les entreprises, comme nous l'avons vu pendant la crise financière. C'est pourquoi il est maintenant urgent d'accélérer nos travaux concernant l'Union des marchés des capitaux. La Commission vous présente aujourd'hui une feuille de route concrète en ce sens ».
- Migrations : « Aujourd'hui, nous lançons un plan d'investissement ambitieux pour l'Afrique et les pays du voisinage, susceptible de mobiliser 44 milliards d'euros d'investissements. C'est un montant qui peut aller jusqu'à 88 milliards d'euros si les États membres y contribuent ».
- Sécurité : « Nous défendrons nos frontières avec l'aide de la nouvelle agence européenne de garde-frontières et de garde-côtes. Je veux voir le déploiement, dès le mois d’octobre, d'au moins 200 garde-frontières et 50 véhicules supplémentaires aux frontières extérieures de la Bulgarie ».
- Défense : « Pour garantir la solidité de la défense européenne, l’industrie européenne de la défense doit faire preuve d’innovation. C’est pourquoi nous proposerons, avant la fin de l'année, la création d'un Fonds européen de la défense, pour stimuler activement la recherche et l'innovation ».

### Discours sur l'état de l'Union de 2017
Le 13 septembre 2017, Jean-Claude Juncker prononce son discours, un peu plus d'un après le référendum britannique sur la sortie de leur pays de l'UE et toujours dans un contexte marqué par une crise migratoire importante mais avec de bons résultats au niveau européen concernant la croissance économique ou encore le chômage. Ainsi, il fixe quatre axes de travail pour l'année à venir :
- Renforcer le programme commercial européen, notamment en ce qui concerne les normes sociales et environnementales, la protection des données et la sécurité alimentaire.
- Renforcer et rendre plus compétitive l'industrie.
- Lutter contre le changement climatique à la suite du recul des États-Unis.
- Accroitre la protection des citoyens Européens à l'ère du numérique.
- Gérer plus efficacement les flux migratoires et la protection des frontières extérieures.

Enfin, parmi les idées développées dans don discours politique, Juncker propose, afin de « gagner en efficacité », de fusionner les présidences de la Commission européenne et du Conseil européen.

### Discours sur l'état de l'Union de 2018
Le mercredi 12 septembre 2018, Jean-Claude Juncker prononce le dernier discours de son mandat et se concentre sur quelques points clés :
- Le rôle croissant de l'Union européenne en tant qu'Analyse de l'Union européenne comme superpuissance émergente#entité propre sur la scène internationale et la promotion du « multilatéralisme par opposition à l'unilatéralisme égoïste ».
- Le sujet de l'immigration et les relations avec l'Afrique : « L'Afrique n'a pas besoin de charité, elle a besoin de partenariat équilibré, d'un vrai partenariat. Et nous, Européens, avons besoin au même titre de ce partenariat »[12]
- Les faiblesses internes de l'UE en tant que système et la nécessité d'améliorer l'efficacité de la prise de décision et la défense des valeurs démocratiques fondamentales.
- Le marché unique numérique, la croissance et l'emploi.
- Les négociations sur la procédure de retrait du Royaume-Uni de l'Union européenne.

Il note également dans la dernière partie du discours, le développement du nationalisme dans les États membres et remarque que « le patriotisme est une vertu, le nationalisme borné un mensonge accablant et un poison pernicieux ». Le respect des valeurs démocratiques européennes est ainsi mis en avant avec une mention du devoir de protéger l'état de droit et les élections européennes dans un contexte particulier puisque la Hongrie et la Pologne font l'objet de sanctions sur des problématiques liées au respect des valeurs inscrites dans les traités européens.
Juncker évoque aussi la nécessité de mieux protéger les journalistes, « gage de démocratie », son souhait de voir se répéter le processus des spitzenkandidaten pour les élections européennes et de mettre en place des listes transnationales afin de renforcer le processus démocratique.
Le discours sur l'état de l'Union met aussi sur la table la fin du changement obligatoire d'heure d'une manière synchronisée.
Pour l'institut Delors, le discours de 2018 était teinté d'inquiétude à cause des incertitudes liées au Brexit, alors que celui de 2017 était plus optimiste.

## Présidence d'Ursula von der Leyen

### Discours sur l'état de l'Union de 2020
Le mercredi 16 septembre 2020, Ursula von der Leyen prononce son discours sur l'état de l'Union 2020.

« Nous devons faire en sorte que notre nouveau programme 'L'UE pour la santé' résiste à l'épreuve du temps(...)  Nous créerons une agence de recherche et de développement biomédicaux avancés au niveau européen, comme cela existe aux Etats-Unis. »

— discours sur l'état de l'Union 2020 d'Ursula von der Leyen

« Nous sommes les leaders mondiaux de la finance verte et le plus grand émetteur d'obligations vertes dans le monde »

— discours sur l'état de l'Union 2020 d'Ursula von der Leyen

« Oui, la Turquie se situe dans une région qui connaît des troubles. Et oui, elle reçoit des millions de réfugiés, pour l'accueil desquels nous versons une aide financière considérable. Mais rien de tout cela ne justifie les tentatives d'intimidation de ses voisins (...) Si nous sommes géographiquement proches, la distance entre nous semble ne cesser de croître »

### Discours sur l'état de l'Union de 2021
Le mercredi 15 septembre 2021, Ursula von der Leyen prononce son discours sur l'état de l'Union 2021. Celui-ci s'articule autour des grandes thématiques de son mandat :
- Un pacte vert pour l'Europe
- Une Europe adaptée à l'ère du numérique
- Une économie au service des personnes
- Une Europe plus forte sur la scène internationale
- Promotion de notre mode de vie européen
- Un nouvel élan pour la démocratie européenne

Elle aborder également la situation sanitaire, sécuritaire, politique et juridique du continent :

« [...] ayant démenti toutes les critiques, l'Europe est à la pointe au niveau mondial.
Plus de 70 % des adultes sont entièrement vaccinés dans l'Union européenne. Nous avons été les seuls à partager la moitié de notre production de vaccins avec le reste du monde. Nous avons livré plus de 700 millions de doses dans l'Union européenne, et nous avons aussi livré plus de 700 millions de doses au reste du monde, dans plus de 130 pays.
Nous sommes la seule région du monde à l'avoir fait.
Une pandémie, c'est un marathon, et non un sprint. »

— Discours sur l'état de l'Union de 2021

« Nous travaillons avec le secrétaire général, Jens Stoltenberg, à une nouvelle déclaration conjointe de l'UE et de l'OTAN que nous présenterons avant la fin de l'année »

— Discours sur l'état de l'Union de 2021
Un nouveau programme — Alma — doit permettre de donner « une expérience professionnelle temporaire dans un autre pays de l'UE (…) aux jeunes qui tombent entre les mailles du filet ».

## Sources

### Vidéos
- (en) Discours sur l'état de l'Union 2010.
- Discours sur l'état de l'Union 2011.
- Discours sur l'état de l'Union 2012.
- (en) Discours sur l'état de l'Union 2013.
- Discours sur l'état de l'Union 2015.
- Discours sur l'état de l'Union 2018.
- Discours sur l'état de l'Union 2020.
- Discours sur l'état de l'Union 2021.
- Services audiovisuels de la Commission européenne.

### Textes
- Discours sur l'état de l'Union 2010.
- Discours sur l'état de l'Union 2011.
- Discours sur l'état de l'Union 2012.
- Discours sur l'état de l'Union 2013.
- Discours sur l'état de l'Union 2015.
- Discours sur l'état de l'Union 2016.
- Discours sur l'état de l'Union 2017.
- Discours sur l'état de l'Union 2018.
- Discours sur l'état de l'Union 2020.
- Discours sur l'état de l'Union 2021.